# Festival de Fès de la culture soufie
Le Festival de Fès de la culture soufie est un festival consacré à l'art soufie et a lieu chaque année pendant le mois d'octobre dans la ville de Fès, au Maroc.

## Description
Le Festival de Fès de la culture soufie est considéré comme l'un des festivals les plus importants du Maroc. Il a été fondé en 2007 par l’association du Festival de Fès de la Culture Soufie.
Le festival offre une occasion pour découvrir l'art rattaché au soufisme (peinture, calligraphie, littérature, cinéma…) et les influences soufistes dans ans l'architecture et les modes de vie. Pendant le festival, des soirées d'invocations sont organisées par différentes confréries.
En 2020, la 13ème édition du festival est organisé en ligne à cause de la pandémie de Covid-19.